# Подгорци (Струга)
Подгорци (мкд. Подгорци; Подгорце, Подгорац) су насеље у Северној Македонији, у западном делу државе. Подгорци припадају општини Струга.

## Географија
Насеље Подгорци је смештено у западном делу Северне Македоније, близу државне границе са Албанијом (7 km западно од насеља). Од најближег града, Струге, насеље је удаљено 14 km северно.
Подгорци се налазе у историјској области Дримкол, која се обухвата северну обалу Охридског језера, око истока Црног Дрима из језера. Насеље је смештено на северзападном ободу Струшког поља, док се западно издиже планина Јабланица. Источно од насеља Црни Дрим је преграђен, па је ту образовано вештачко језеро Глобочица. Надморска висина насеља је приближно 930 метара.
Клима у насељу, и поред знатне надморске висине, има жупне одлике, па је пре умерено континентална него планинска.

## Срби у Подгорцу
Ухапшен је по бугарској пријави, од стране турских власти фебруара 1890. године Србин учитељ у месту, Ставра Поповић. После прекида, српска школа поново званично ради у том месту од 1897. године.
У Подгорици је живео и сахрањен поп Стојан Крстић, звани "Дели Папаз". Погинуо је тај српски родољуб 18. октобра 1890. године од руке познатог зликовца Изеира из Лобуништа, као "пандура" бугарског владике Синесија. За убиство српског свештеника био је одговоран и извесни Лека Бошњаковић из Подгорца, сарадник поменутог владике. Лека је ишао за поп Стојаном, и разбијао двери на црквама, које је свештеник посећивао. Егзекутор злочина над православном свештеником, Изеир страдао је из освете само пет дана након тога. Убио га је један Турчин, да освети свог пријатеља Крстића. У Београду је Крстићев рођак Коста Шуменковић, приредио парастос у Саборној цркви, којем су присуствовали много његови земљаци. Бугарски комитет је наставио и касније са злочиначким деловањем: осудио је на смрт поп Стојановог сина такође свештеника Ставру Крстића.
Српска народна школа је ту легално отворена царском дозволом од 24. октобра 1897. године. "Мутевелија" (управник) школе био је Спасоје Крстић из места, а учитељ Анђелко Крстић. Анђелко је син поп Стојана Крстића "коме је живот угасила бугарска рука". То је четвороразредна школа са забавиштем коју похађа 1900. године 40 ђака оба пола. Савиндан је свечано обележен и 1899. године. Домаћин школски био је газда Риста Павловић са својим млађим укућанима, а чинодејствовао је поп Ставра Крстић. Одређен је кум за идућу славу газда Никола Ђорђевић "Шкурт".

## Становништво
Подгорци су према последњем попису из 2002. године имали 2.160 становника.
Село нема преовлађујућу етнички скупину. Значајне скупине су: етнички неизјашњени (28%), Албанци (26%), Турци (26%) и етнички Македонци (18%).
Већинска вероисповест је ислам, а мањинска православље.